# デカガール
『デカガール』は、原作：長崎尚志、作画：芳崎せいむによる日本の漫画作品。講談社の漫画雑誌『Kiss PLUS』で2008年から2011年まで連載された。単行本はKCデラックスより全6巻で刊行されている。
殺人・強行犯専門の捜査一課へ配属された女刑事・日野まる香が、男ばかりの職場で「マスコットガール」と言われつつも、「こまってる人を救いたい」という正義感と特殊な鼻の良さで事件を解決し、ペットを助け、真の刑事を目指していく。

## 主な登場人物
日野 まる香（ひの まるか）
静岡県警本部捜査一課強行班三係・奥菜班刑事。巡査部長。県知事の「働く女性」推進の一環で、念願の刑事（デカ）になる。嗅覚が鋭く、その能力で様々な事件を解決に導く。実家は食堂・日の丸庵。両親所有の、日の丸荘というアパートの2階にペット多数と住む。趣味なし恋人なしやることなし。
奥菜（おきな）
捜査一課・奥菜班班長。警部補。まる香の直属の上司。クールかつ厳しい態度でまる香に対する。とある過去の連続事件に、ひどく固執している。
並木（なみき）
捜査一課・奥菜班刑事。戦国マニア。年配だが根アカな雰囲気。
藪（やぶ）
捜査一課・奥菜班刑事。地味で落ち着いた雰囲気。まる香にも丁寧に指導に当たる。
大岩 蔵之助（おおいわ くらのすけ）
捜査一課・奥菜班刑事。巡査部長。金髪メッシュ・カラーシャツで軽薄な雰囲気。まる香にはなにかと尊大に接する。しかし根は熱血漢である。へアースタイルがよく変化する。
本村（ほんむら）
捜査一課・奥菜班刑事。まる香に一目ぼれする。グルメ。いわゆるKY。
細川 鮎美（ほそかわ あゆみ）
鑑識課。まる香の同期の友人。華やかな美人。しかし性格は豪胆。猫派。
日野 庸志（ひの ようじ）
まる香の兄。同じアパートの下の部屋に住む。いわゆる「草食系」で、人にも動物にも優しいがたよりなさげ。獣医の資格を持っているが、ある事をきっかけにして夜間以外は活動ができない引きこもりとなっている。
鞍馬（くらま）
捜査一課・五係班長。警部補。奥菜の同期。「鞍馬天狗」の異名を持ち、上司にも部下にも評判がいいやり手。奥菜と因縁がある。
葉月（はづき）
麦湯署所属。その後、捜査一課・奥菜班に異動。静岡県警一有能な刑事になるという夢をもつ。
百鬼（なきり）
静岡県警監察官
ロッシーニ（ろっしーに）
「閏年の誘拐魔」とも呼ばれる謎の人物。ロッシーニ作曲のオペラとともに、4年に一度、犯行を犯すといわれているが、警察内部では都市伝説扱いされ、その実在自体が疑われている。
ジロウ・ツナ・スミレ・ムラマツ・キウイ
日の丸荘の、まる香の部屋の犬猫たち。ほかにも多数住んでいる。

## 書誌情報
- 長崎尚志・芳崎せいむ 『デカガール』 講談社〈KCデラックス〉、全6巻
  1. 2009年1月30日発売[1]、ISBN 978-4-06-375639-5
  2. 2009年9月11日発売[1]、ISBN 978-4-06-375788-0
  3. 2010年4月21日発売、ISBN 978-4-06-375897-9
  4. 2010年10月22日発売、ISBN 978-4-06-375981-5
  5. 2011年5月23日発売、ISBN 978-4-06-376060-6
  6. 2011年12月22日発売、ISBN 978-4-06-376169-6